# Вест-Фармінгтон (Огайо)
Вест-Фармінгтон (англ. West Farmington) — селище (англ. village) в США, в окрузі Трамбалл штату Огайо. Населення — 542 особи (2020).

## Географія
Вест-Фармінгтон розташований за координатами 41°23′27″ пн. ш. 80°58′23″ зх. д. / 41.39083° пн. ш. 80.97306° зх. д. (41.390851, -80.972966).  За даними Бюро перепису населення США в 2010 році селище мало площу 2,27 км², уся площа — суходіл.

## Демографія
Згідно з переписом 2010 року, у селищі мешкало 499 осіб у 171 домогосподарстві у складі 127 родин. Густота населення становила 219 осіб/км².  Було 201 помешкання (88/км²).
Расовий склад населення:
| - 98,8 % — білих - 0,4 % — корінних американців |

До двох чи більше рас належало 0,8 %. Частка іспаномовних становила 0,2 % від усіх жителів.
За віковим діапазоном населення розподілялося таким чином: 29,9 % — особи молодші 18 років, 60,5 % — особи у віці 18—64 років, 9,6 % — особи у віці 65 років та старші. Медіана віку мешканця становила 32,3 року. На 100 осіб жіночої статі у селищі припадало 107,1 чоловіків;  на 100 жінок у віці від 18 років та старших — 109,6 чоловіків також старших 18 років.
Середній дохід на одне домашнє господарство  становив 59 700 доларів США (медіана — 58 194), а середній дохід на одну сім'ю — 63 517 доларів (медіана — 62 500). За межею бідності перебувало 16,1 % осіб, у тому числі 16,8 % дітей у віці до 18 років та 12,0 % осіб у віці 65 років та старших.
Цивільне працевлаштоване населення становило 234 особи. Основні галузі зайнятості: виробництво — 27,4 %, роздрібна торгівля — 15,4 %, освіта, охорона здоров'я та соціальна допомога — 14,5 %, будівництво — 13,7 %.